# 訃報 2014年2月
訃報 2014年2月（ふほう 2014ねん2がつ）では、2014年2月に物故した、又は物故が報じられた人物についてまとめる。

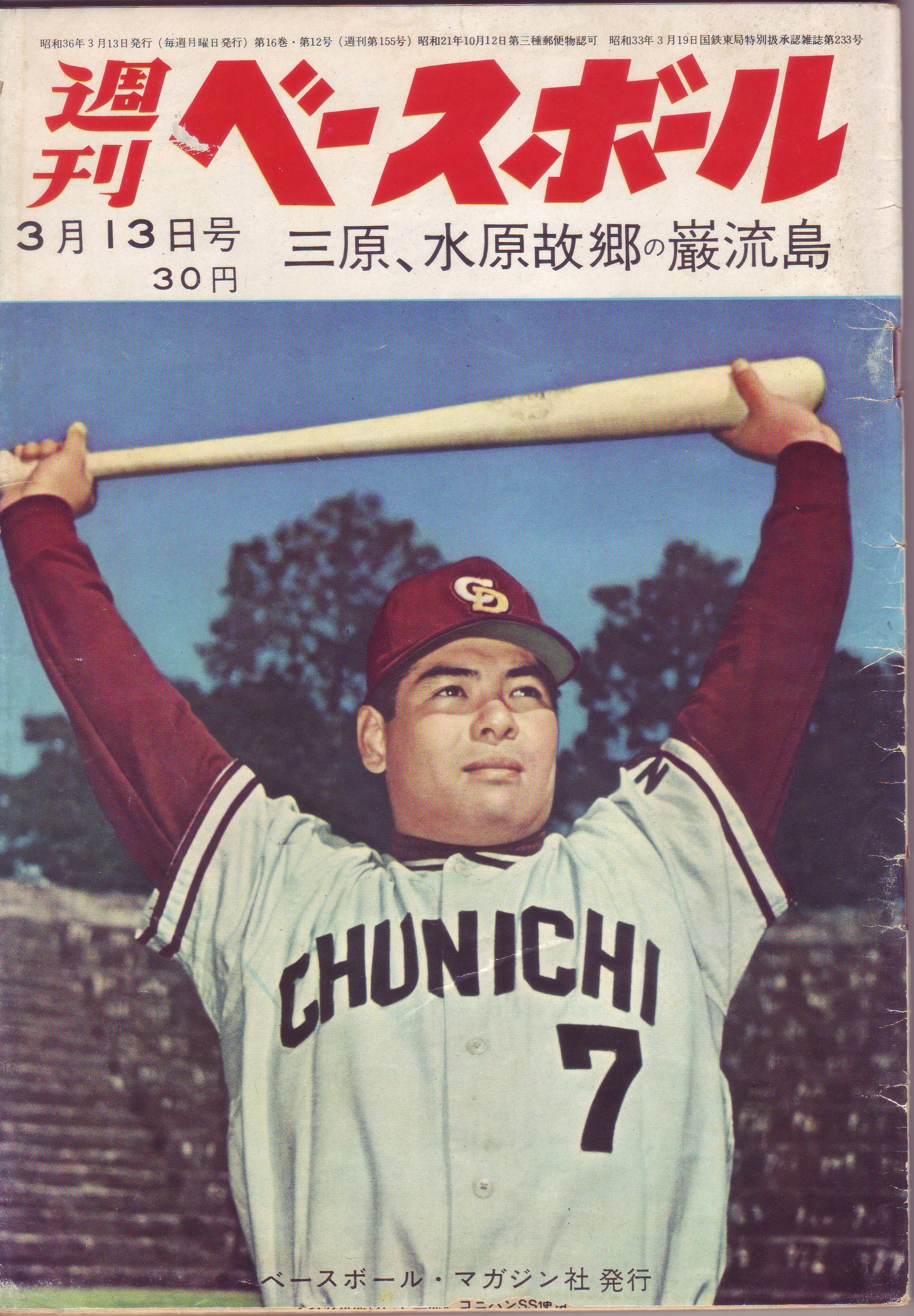
森徹／2月6日没

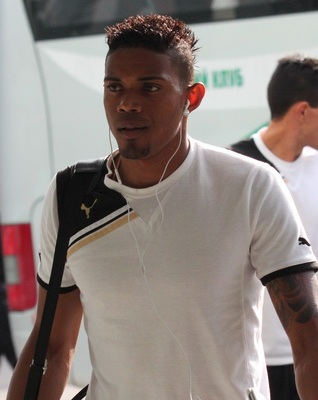
マイコン・ペレイラ・デ・オリベイラ／2月8日没

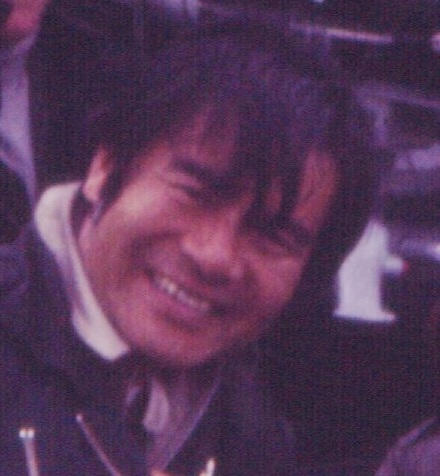
ジミー・テルアキ・ムラカミ／2月16日没

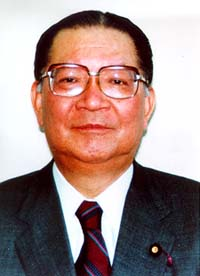
下稲葉耕吉／2月17日没

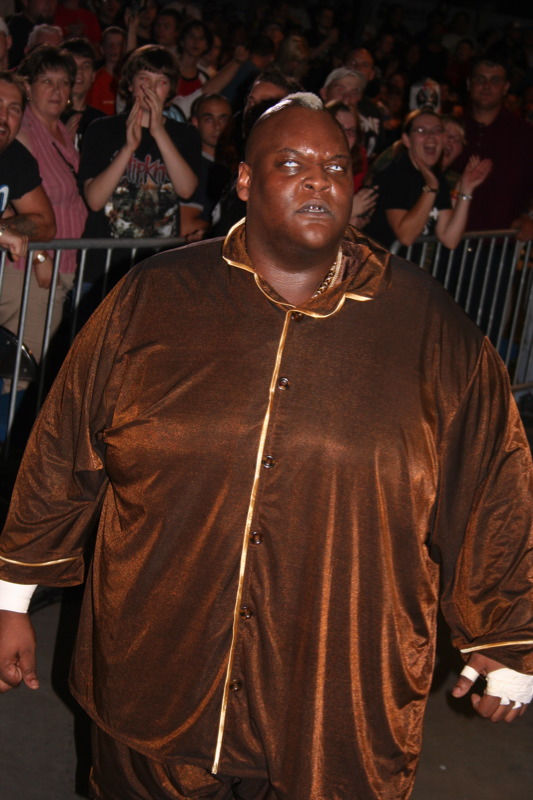
ネルソン・フレイジャー・ジュニア／2月18日没

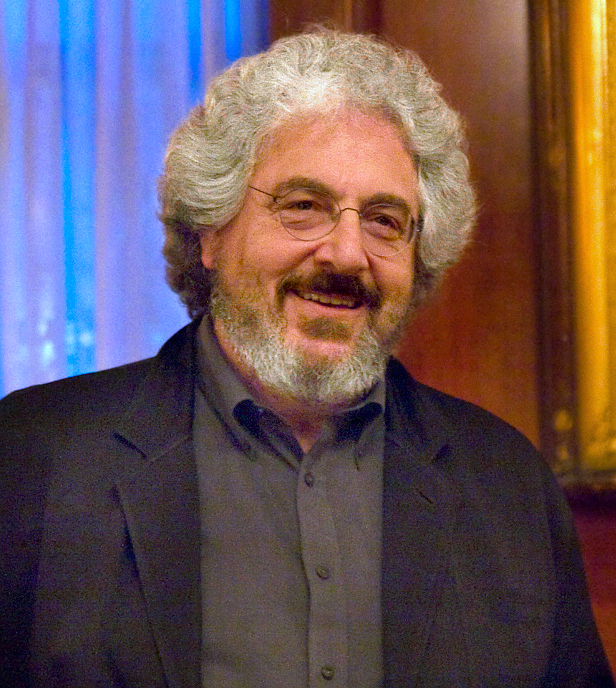
ハロルド・ライミス／2月24日没

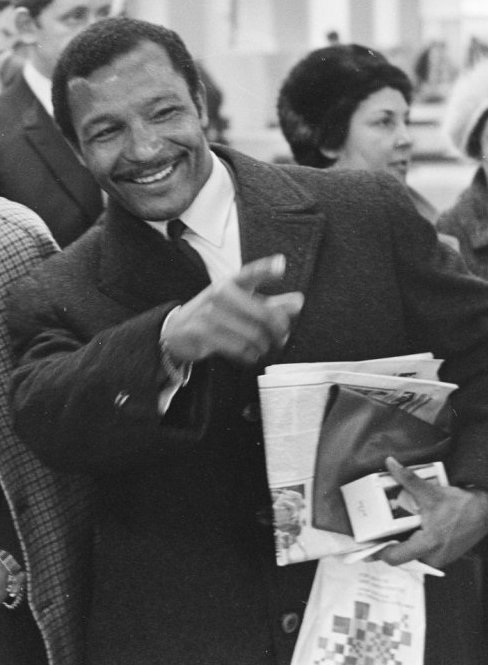
マリオ・コルナ／2月25日没

## (1日 - 14日)
- 2月1日 - 加藤正二、日本の実業家、元森永製菓副社長（* 1924年）[1]
- 2月1日 - マクシミリアン・シェル、オーストリアの俳優、映画監督、映画プロデューサー（* 1930年）[2]
- 2月1日 - 吉川進三、日本の伝熱工学者、同志社大学名誉教授（* 1930年）[3]
- 2月1日 - 志水正司、日本の歴史学者、慶應義塾大学名誉教授（* 1930年）[4]
- 2月1日 - 加藤繁、日本の実業家、元昭和海運副社長（* 1934年）[5]
- 2月1日 - 野口欣男、日本の実業家、元日本電子取締役（* 1934年）[6]
- 2月1日 - ルイス・アラゴネス、スペインのサッカー指導者、サッカースペイン代表元選手・監督（* 1938年）[7]
- 2月1日 - 下山好一、日本の実業家、星医療酸器会長（* 1938年）[8]
- 2月1日 - 田上和俊、日本の自治体職員、前鹿児島県水俣市副市長（* 1952年）[9]
- 2月1日 - 渡辺麿史、日本の野球選手、元近鉄バファローズ投手、中日ドラゴンズスカウト（* 1956年）[10]
- 2月2日 - 上野登、日本の経済地理学者（* 1926年）[11]
- 2月2日 - 斉藤誠、日本の政治家、前北海道置戸町長（* 1927年）[12]
- 2月2日 - 山之内靖、日本の社会学者、歴史学者（* 1933年）[13]
- 2月2日 - 亀位公昭、日本の僧侶、高野山真言宗総本山金剛峯寺第514世寺務検校執行法印（* 1935年）[14]
- 2月2日 - ゲルト・アルブレヒト、ドイツの指揮者（* 1935年）[15]
- 2月2日 - 上原一慶、日本の中国経済学者、京都大学名誉教授（* 1943年）[16]
- 2月2日 - 柳沢孝司、日本の実業家、元不二サッシ取締役（* 1950年）[17]
- 2月2日 - フィリップ・シーモア・ホフマン、アメリカ合衆国の俳優（* 1967年）[18]
- 2月3日 - ジョーン・モンデール、アメリカ合衆国のセカンドレディ（* 1930年）[19]
- 2月3日 - 鈴木博之、日本の建築史家、青山学院大学教授（* 1945年）[20]
- 2月4日 - 柴田清人、日本の外科学者、元名古屋市立大学学長（* 1914年）[21]
- 2月4日 - 岡村崔、日本の写真家（* 1927年）[22]
- 2月4日 - 高津伊兵衛、日本の実業家、にんべん会長（* 1935年）[23]
- 2月4日 - 午馬、香港・台湾の俳優、映画監督（* 1942年）[24]
- 2月5日 - ロバート・ダール、アメリカ合衆国の政治学者、イェール大学名誉教授（* 1915年）[25]
- 2月5日 - 八尋敏行、日本の実業家、元日本製粉社長（* 1916年）[26]
- 2月5日 - リチャード・ヘイマン、アメリカ合衆国のアレンジャー、作曲家、ハーモニカ奏者、指揮者、音楽ディレクター（* 1920年）[27]
- 2月5日 - 渋谷亮治、日本の実業家、元テレビ金沢社長、元澁谷工業社長（* 1929年）[28]
- 2月5日 - 清田健一、日本の指揮者（* 1931年）[29]
- 2月5日 - 不二川公勝、日本の僧侶、浄土真宗本願寺派総長（* 1936年）[30]
- 2月5日 - 中村克己、日本の実業家、元全日本空輸副社長（* 1948年）[31]
- 2月6日 - ラルフ・カイナー、アメリカ合衆国ニューメキシコ州出身の元メジャーリーグベースボール選手（* 1922年）[32]
- 2月6日 - 宮沢南夫、日本の実業家、元三井海上火災保険副社長（* 1930年）[33]
- 2月6日 - 森徹、日本のプロ野球選手（* 1935年）[34]
- 2月7日 - 江口裕子、日本のアメリカ文学者、東京女子大学名誉教授（* 1917年）[35]
- 2月7日 - 水谷幸正、日本の仏教学者、学校法人東海学園理事長、佛教大学元学長、学校法人佛教教育学園元理事長、浄土宗元宗務総長（* 1928年）[36]
- 2月7日 - 西原由記子、日本の運動家、自殺防止センターの創設者（* 1933年）[37]
- 2月7日 - 鈴木幹夫、日本の実業家、元NHK理事（* 1934年?）[38]
- 2月7日 - 牧野隆志、日本の歌手、東京プリンのメンバー（* 1964年）[39]
- 2月8日 - フィリップ・マユ、フランスのサッカー選手（* 1956年）[40]
- 2月8日 - マイコン・ペレイラ・デ・オリベイラ、ブラジル・リオデジャネイロ出身のサッカー選手（* 1988年）[41]
- 2月9日 - 水沢四郎、日本の実業家、元明治生命保険副社長（* 1912年）[42]
- 2月9日 - 青山政雄、日本の作曲家、指揮者（* 1917年）[43]
- 2月9日 - 堀越政寿、日本の洋画家（* 1925年）[44]
- 2月9日 - 湯地朝雄、日本の文芸評論家（* 1925年）[45]
- 2月9日 - 小田利郎、日本の薬剤師、日本薬剤師連盟副会長（* 1928年）[46]
- 2月9日 - 宮脇磊介、日本の警察官僚、皇宮警察本部長、内閣広報官（* 1932年）[47]
- 2月9日 - 久保智史、日本の声優（* 1979年）[48]
- 2月10日 - シャーリー・テンプル、アメリカ合衆国のハリウッド女優（* 1928年）[49]
- 2月10日 - 山本邦山、日本の尺八演奏家、人間国宝（* 1937年）[50]
- 2月10日 - 小寺彰、日本の法学者（* 1952年）[51]
- 2月10日 - 安西信一、日本の美学者、東京大学准教授、『ももクロの美学』の著者（* 1960年）[52]
- 2月11日 - 石田信伍、日本の物質工学者、京都工芸繊維大学名誉教授（* 1941年?）[53]
- 2月11日 - 小高賢、日本の歌人、評論家（* 1944年）[54]
- 2月11日 - 高橋誠一、日本の歴史地理学者、関西大学名誉教授（* 1945年）[55]
- 2月12日 - シド・シーザー、アメリカの俳優（* 1922年）[56]
- 2月12日 - 古賀まり子、日本の俳人（* 1924年）[57]
- 2月12日 - 星野喜久三、日本の心理学者、北海道教育大学名誉教授（* 1929年）[58]
- 2月12日 - 戸田清一、日本の実業家、元三協アルミニウム工業社長（* 1930年）[59]
- 2月12日 - 隈崎守臣、日本の実業家、コングレ会長（* 1931年?）[60]
- 2月13日 - 今野繁、日本の政治家、元福島県相馬市長（* 1926年）[61]
- 2月13日 - 山本兼一、日本の小説家（* 1956年）[62]
- 2月13日 - 池村英樹、日本の高校野球指導者、元沖縄県立那覇高等学校野球部監督（* 1971年）[63]
- 2月14日 - 足立康子、日本の染織家、国の無形文化財「丹波布」伝承の第一人者（* 1925年）[64]
- 2月14日 - 森下征夫、日本の政治家、前奈良県大淀町長（* 1938年）[65]
- 2月14日 - 小畑荘一、日本の政治家、元北海道新十津川町長（* 1941年）[66]
- 2月14日 - 福原英行、日本の実業家、東映取締役相談役（* 1941年）[67]

## (15日 - 28日)
- 2月15日 - 河村憐次、日本の政治家、元山口県下松市長（* 1917年）[68]
- 2月15日 - 仲田龍、日本の元プロレスリング・リングアナウンサー、プロレスリング・ノア元取締役（* 1962年）[69]
- 2月15日 - 平田幸正、日本の医学博士、元日本糖尿病学会会長（* 1925年[70]）
- 2月16日 - 市古尚三、日本の中国経済史、拓殖大学名誉教授（* 1917年）[71]
- 2月16日 - 米山高範、日本の実業家、元コニカ社長（* 1929年）[72]
- 2月16日 - ジミー・テルアキ・ムラカミ - アメリカ合衆国（日系アメリカ人）のアニメーター（* 1933年）[73]
- 2月16日 - 名雪雅夫、日本の実業家、元産経新聞社副社長（* 1949年）[74]
- 2月16日 - 横田義史、日本の分子生物学者、福井大学教授（* 1957年?）[75]
- 2月17日 - 井村春光、日本の医師、安部公房の弟（* 1926年）[76]
- 2月17日 - 下稲葉耕吉、日本の警察官僚、政治家【元自由民主党参議院議員】、第73代警視総監、第64代法務大臣（* 1926年）[77]
- 2月17日 - ボブ・キャセール、アメリカ合衆国のギタリスト、ディーヴォのメンバー（* 1952年）[78]
- 2月18日 - マリア・フランツィスカ・フォン・トラップ、オーストリアの人物、ゲオルク・フォン・トラップの次女（* 1914年）[79]
- 2月18日 - 小川竹二、日本の政治家、元新潟県豊栄市長（* 1937年）[80]
- 2月18日 - 平田謙治、日本の実業家、元東洋建設取締役（* 1937年）[81]
- 2月18日 - 林博太郎、日本の海将（* 1939年）[82]
- 2月18日 - 木村馥、日本の実業家、元西部電機社長（* 1946年）[83]
- 2月18日 - ネルソン・フレイジャー・ジュニア、アメリカ合衆国のプロレスラー（* 1971年）[84]
- 2月19日 - 池田利明、日本の実業家、元三菱重工業取締役（* 1920年）[85]
- 2月19日 - 岡田進裕、日本の政治家、元兵庫県明石市長（* 1928年）[86]
- 2月19日 - トシコ・デリア、アメリカ合衆国の市民ランナー（* 1930年）[87]
- 2月19日 - 新井喜久雄、日本の政治家、元栃木県議会議長（* 1935年）[88]
- 2月19日 - ワレリー・クバソフ、ロシアの宇宙飛行士（* 1935年）[89]
- 2月19日 - 木村英樹、日本の実業家、元テレビ東京取締役（* 1939年）[90]
- 2月19日 - 沢井勇、日本の英文学者、実践女子大学名誉教授（* 1940年）[91]
- 2月20日 - 榊米一郎、日本の電子工学者、豊橋技術科学大初代学長、榊佳之の父（* 1913年）[92]
- 2月20日 - 烏田真之、日本の実業家、元五洋建設取締役（* 1925年）[93]
- 2月21日 - 大橋敦子、日本の俳人（* 1924年）[94]
- 2月21日 - 叶修二、日本の歌手（* 1948年）[95]
- 2月21日 - 塩塚公一、日本の政治家、元福岡県大牟田市長（* 1950年）[96]
- 2月22日 - 三枝三郎、日本の政治家、元自由民主党衆議院議員（* 1913年）[97]
- 2月22日 - 高田信川、日本の実業家、元松井建設取締役（* 1915年）[98]
- 2月23日 - アリス・ヘルツ＝ゾマー、チェコのピアニスト、ホロコーストから生還した最高齢の生存者（* 1903年）[99]
- 2月23日 - 志村豊志郎、日本の政治家、東京都練馬区長（3期）（* 1932年）[100]
- 2月23日 - 成田興史、日本の英米文学者・文化学者、名古屋市立大学名誉教授（* 1942年）[101]
- 2月23日 - 竹滋雄、日本の実業家、元ニチアス取締役（* 1944年）[102]
- 2月23日 - 春山満、日本の実業家、ハンディネットワーク インターナショナル社長（* 1954年）[103]
- 2月24日 - 久保田丈平、日本の実業家、元マルイチ産商会長（* 1924年）[104]
- 2月24日 - 廣中俊雄、日本の法学者、東北大学名誉教授（* 1926年）[105]
- 2月24日 - ハロルド・ライミス、アメリカの俳優、映画監督（* 1944年）[106]
- 2月25日 - 山本幾太郎、日本の実業家、元ホテイフーズコーポレーション名誉会長（* 1919年）[107]
- 2月25日 - 伊藤是介、日本の実業家、元タキヒヨー社長（* 1923年）[108]
- 2月25日 - 安川英昭、日本の実業家、セイコーエプソン名誉相談役（* 1931年）[109]
- 2月25日 - マリオ・コルナ、ポルトガルのサッカー選手（* 1935年）[110]
- 2月25日 - 小嶋英司、日本の実業家、元ワコール副社長（* 1939年）[111]
- 2月26日 - 江上茂雄、日本の画家（* 1912年）[112]
- 2月26日 - 内海博、日本の舶用機関学者、元東京商船大学学長（* 1924年）[113]
- 2月26日 - 山本文郎、日本のアナウンサー、元TBSアナウンサー（* 1934年）[114]
- 2月26日 - 西垣内堅佑、日本の弁護士（* 1942年）[115]
- 2月26日 - パコ・デ・ルシア、スペインのギタリスト（* 1947年）[116]
- 2月27日 - 佐藤久子、日本の教育学者、四国大学生活科学部教授（* 1921年）[117]
- 2月27日 - 岡田吉朗、日本の実業家、富士産業会長（* 1927年）[118]
- 2月27日 - 小沢金男、日本の政治家、元神奈川県議会議長（* 1928年）[119]
- 2月27日 - 古川憲司、日本の実業家、元大阪魚市場副社長（* 1928年）[120]
- 2月27日 - 山上正高、日本の実業家、元東海テレビ放送専務、元三重テレビ放送社長（* 1930年）[121]
- 2月27日 - ヤン・フート、ベルギーの現代美術キュレーター（* 1936年）[122]
- 2月27日 - 岡山繁樹、日本の植物生理学者、九州大学名誉教授（* 1936年）[123]
- 2月27日 - ビル・ロビンソン、イギリス出身の元プロレスラー（* 1938年）[124]
- 2月27日 - 平野勇、日本の実業家、元日新火災海上保険取締役（* 1941年）[125]
- 2月27日 - 道上政男、日本の政治家、岡山県美作市長（* 1950年）[126]
- 2月28日 - まど・みちお、日本の詩人、作詞家（* 1909年）[127]
- 2月28日 - 柏尾昌哉、日本の商業学者、元阪南大学学長（* 1921年）[128]
- 2月28日 - 佐藤卓郎、日本の政治家、元宮城県大河原町長（* 1922年?）[129]
- 2月28日 - 谷口義晴、日本の実業家、日本セラミック社長、会長（* 1936年）[130]
- 2月28日 - 貴志啓一、日本の政治家、元和歌山市議会議長（* 1956年）[131]